# اگونت بوشپپا
اگونت بوشپپا (به انگلیسی: Eugent Bushpepa) (زاده ۲ ژوئیه ۱۹۸۴) خواننده اهل آلبانی است.
او در یوروویژن ۲۰۱۸ نماینده آلبانی بود.